# Majd ad-Dīn Ibn Athir
Majd ad-Dīn Ibn Athir ash-Shaybani (1149–1210) (en árabe: مجد الدين أبو السعادات المبارك بن محمد بن محمد بن محمد بن عبد الكريم الشيباني الجزري بن الأثير‎) fue un historiador, biógrafo y lexicográfico árabe.
Majd ad-Din fue el hermano mayor de Ali ibn al-Athir y de Diyā' ad-Dīn, también historiadores. Fue el que estuvo en el cargo de emir de Mosul más tiempo, y fue un destacado estudiante de la traducción y la lengua islámica.
Su diccionario de traducciones Kitāb an-Ni/zdya fue publicado en El Cairo en 1893, y su diccionario sobre los nombres de distintas familias, titulado Kitāb ul-Murassa, fue editado por Ferdinand Seybold en Weimar en 1896.